# Utvrdno graditeljstvo
Utvrde ili fortifikacije su vojne građevine i konstrukcije namijenjene obrambenom ratovanju. Ljudi su počeli graditi obrambene objekte prije nekoliko tisuća godina, razvijajući sve kompleksnije strukture. Etimologija riječi fortifikacija dolazi od latinskih riječi fortis ("jak") i facere ("činiti").
Utvrdno graditeljstvo (lat. fortificatio) je znanost o utvrđivanju položaja radi obrane od napada. Pojam se koristi kao sinonim za razna utvrđenja, odnosno utvrđena mjesta, te za sam proces utvrđivanja, odnosno podizanja utvrđenja; obrambeni objekt u kojem je smještena vojna posada radi nadzora nekog šireg prostora, ili sklanjanja stanovništva u slučaju neprijateljskog napada. 
Utvrde se pojavljuju u najrazličitijim veličinama i oblicima; neke razvučene linije kao Hadrijanov zid ili Veliki kineski zid, dok su druge više-manje okrugle kao bedem na vrhu brežuljka, neke pravokutne kao normanska kula, a neke nepravilne i mnogostrane kao npr. gradske zidine.
Sve su građene da budu jake, a ne da budu lijepe, a ipak njihova masivnost i vještina kojom su zidane odaju smisao za stil i uzvišenost.

## Nazivlje
Mnogi vojni objekti poznati su kao fortovi ili forovi (od franc. fort utvrda), iako nisu uvijek utvrđeni. Fortovi su se razlikovali veličinom, obuhvaćajući vrlo velike tvrđave i utvrde, pa sve do najmanjih fortica (od tal. fortezza). Riječ fortifikacija također može označavati praksu usavršavanja obrane nekog područja obrambenim radovima. Kada se termin koristi u množini, fortifikacije označavaju izgrađene objekte koje služe za obranu. Gradske zidine ili bedemi su stoga fortifikacije ali ne moraju nužno biti utvrde.
Umjetnost podizanja vojnog kampa ili konstruiranja utvrda tradicionalno se razvrstava kao kastrametacija (lat. castrametatio) još od vremena rimskih legija. Umjetnost/znanost opsjedanja fortifikacije i njenog razaranja popularno se naziva opsadom, dok se u terminologiji koristi izraz poliorcetika. Potonji termin također se koristi za označavanje umijeća gradnje utvrda.

## Načela
Utvrde imaju dvije glavne uloge koje se očituju kao:
- prepreka koja usporava napadača u napredovanju i koja ga prisiljava na bliski sukob zadržavajući ga što više moguće pod vatrom branitelja
- zaštita koja omogućuje braniteljima zaklon od napada. Sastavnica zaštite djeluje na dva načina, neposredno, uporabom dovoljno krutih konstrukcija zaustavljaju se neprijateljski projektili, i posredno, korištenjem udaljenosti, prednosti dometa i od nedavno kamuflaže. Općenito govoreći, generalizacija sve sofisticiranijeg vatrenog oružja ima za posljedicu povećanu potrebu za zaštitom, no komponenta prepreke izgubila je na važnosti mehanizacijom napadačkih trupa.

Međutim ona može imati drugu ulogu, poput simboličkog sustava, ostvarujući kapacitet ili vlasništvo.
Neke su utvrde imale čisto obrambenu ulogu, dok su druge bile namijenjene kao isturene postaje za osvajanje novih teritorija ili da zastrašuju koji grad. Štitile su gospodarevu obitelj i najbližu svitu od iznenadnog napada ili izdaje. One složenije mogle su se odupirati opsadama i više od godine dana. Ima slučajeva gdje su vojne posade od samo tridesetak ljudi zadržavale tri tisuće vojnika.
Graditelji utvrda morali su osigurati vodu i nastambe za posadu, tako su nastali zdenci i goleme cisterne, te velike dvorane za ljudstvo, pa čak i prostrane ženske odaje. Utvrde su bile i utvrđena sela koja su štitila ljude svih društvenih slojeva i bila skladišta žitarica za slučajeve gladi i neizbježne opsade. Često su bile i upravna središta.
Utvrde su se mogle osvojiti samo jurišem na vrata zidina ovnom za rušenje ili osvajanjem zidina opsadnim kulama na kotačima i katapultima. Sigurnija i efikasnija metoda napadaja bila je iskopati rov ispod kule, a zatim minirati tako da se kula sruši od vlastite težine. Jedina sigurna obrana protiv toga bila je gradnja na stijeni ili vodom ispunjen jarak oko utvrde. Top je doskočio i tome, te je postupno, nakon što je uveden početkom 14. stoljeća, počeo utjecati na projektiranje utvrda. Osnovni plan je neznatno promijenjen, ali su kule postale zdepastije, a deblji zidovi bili su izbušeni puškarnicama.

## Klasifikacija
Utvrde su obično podijeljene u dvije grane: trajne ili permanentne utvrde i poljske ili terenske utvrde. Trajne utvrde se podižu u slobodno vrijeme, sa svim sredstva koje država može opskrbiti građevinskim i mehaničkim vještinama, te se grade od izdržljivih materijala. Terenske utvrde su improvizirane građevine koje na terenu podižu trupe često uz pomoć dostupnih lokalnih radnika i oruđa koristeći materijale koji ne zahtijevaju veliku pripremu poput zemlje, pruća, lakog drva i pješčanih vreća (vidi sangar). Postoji također i srednja grana koja se naziva polutrajnim ili semipermanentnim utvrdama. Ona se podiže kad u tijeku ratnog pohoda postane poželjno zaštiti određenu lokaciju s najboljim oponašanjem trajne obrane načinjenom u kratkom vremenu uz dostupne obilne resurse i vještu civilnu radnu snagu.
Uz gore navedenu klasifikaciju prema trajnosti, fortifikacije je moguće razvrstati i na druge načine, npr. prema namjeni. Cilj fortifikacija se uvijek razlikovao pa su neke fortifikacije bile zadužene za zaštitu pojedinačnih zgrada od malenih utvrda sve do feudalnih dvoraca (dvorac Roquetaillade), dok su neke štitile čitava prostranstva uz pomoć ogromnih obrambenih sustava kao što su Veliki gorganski zid, Kineski zid ili Maginotova linija.

## Povijest
Isprva su utvrde građene od kolja (palisade), pruća i zemlje, ali gdje je bilo pogodno i od kamena (gradine ili citadele). Poslije se grade veliki bedemi koji okružuju i goleme gradove (najveći su Babilon i kineski Xi'an), pa se pojam utvrde vezuje samo uz dodatno utvrđena i opremljena mjesta na tim zidinama. 
Rimski castrum i bizantska poljska utvrda su imale duge tanke zidove i tanke tornjeve jer je njihova uloga prije svega bila takva da je odgovarala velikim vojnim snagama koje su trebale uperiti što više oružja na neprijatelja. Na vrhu takvih utvrda su dodavane drvene galerije poduprte konzolama, a tornjevi istaknuti prema konfiguraciji tla (npr. Saône u Siriji iz 11. stoljeća). U svoje gradske utvrde Bizantinci su povremeno ugrađivali tzv. "zavojite ulaze" čiji je oblik prisiljavao napadača da se jednom ili više puta okrene izlažući tako leđa ili bok, koji obično nije bio zaštićen štitom (npr. Carigradske gradske zidine).
Na Istoku se održao vodeći autoritet države, a na Zapadu se on raspao te se kamene utvrde nisu gradile nekoliko stoljeća s iznimkom Vizigotske obnove rimskih zidina u Carcassoneu u Francuskoj u 6. stoljeću.
U 11. stoljeću su Normani počeli mijenjati drvene palisade kamenom oplatom, te utvrde oblikovati u dva dijela: 
- gradina (motte) - visok humak okružen jarkom za gospodara i svitu
- podgrađe (bailey) – prostrano područje nepravilnog oblika ograđen kolcima za seljake i stoku

Najpoznatija je svakako White Tower u Londonu, koju je počeo graditi Vilim Osvajač u 11. stoljeću, te kasnije Doverska kula i utvrda u Carisbrookeu.
Križari nisu imali dovoljno ljudi pa su gradili masivnije i vijugave zidine s istaknutim kulama s kompliciranim ulazima. Veliki vojni redovi, hospitalci i templari imali su različite "stilove" gradnje. Za "hospitalski stil" koji je doživio procvat utvrdom Krak des Chevaliers u Siriji u 13. stoljeću, karakteristične su bile okrugle ili potkovaste kule smiono istaknute, koncentrične linije fortifikacije, zavojiti ulazi, dobro postavljene strijelnice i masivnost konstrukcije.
Unutarnja utvrđenja utvrde Manzanàres el Real u Španjoslkoj, iz kasnog 15. stoljeća, dominiraju vanjskima tako da su napadači istovremeno bili pod unakrsnom vatrom i s jednih i s drugih.
U 14. i 15. stoljeću kule na vanjskim bedemima postale su zdepastije i deblje, da bi mogle odoljeti udarima opsadnih sprava i topništva. Topovi, ali i centralizirane vlade koje su imale izdašna sredstva za izvođenje duljih opsada, su naposljetku doveli do opadanja važnosti utvrda.
Vlasnici posjeda u Kaštelanskom polju tijekom 15. i 16. stoljeća da bi zaštitili svoje seljake grade uz more 20 kaštela.
Naposljetku su utvrdne zidine u 17. stoljeću zamijenjene obrambenim zemljanim nasipima (bastionima) koji su učinkovitije zadržavale topovske salve.

## Više informacija

### Nazivlje
Utvrdno nazivlje sadrži pojmove koji uglavnom vuku podrijetlo iz francuskog jezika, dok manji dio potječe iz talijanskog, njemačkog, engleskog i drugih jezika. Glavni razlog tome su poznati vojni inženjeri koji su razradili teoriju utvrdne znanosti, a najpoznatiji od njih svakako je francuski vojni inženjer i maršal Vauban. Stoga su uz sljedeće utvrdne pojmove navedeni i termini na izvornom, najčešće francuskom jeziku. 
| Vrste utvrda - ansambl (franc. ensemble) - akropola - citadela - branič-most - dvorac - fort - gradina - kaštel - limes - oppidum - utvrda - utvrđena linija - utvrđeni grad - utvrđeni most - utvrđeni sektor - zamak Dijelovi utvrda - abatis - ambrazura (franc. embrasure) - anvelopa (franc. enveloppe) - banket (franc. banquette) - barbekana ili barbakan (lat. barbecana, franc. barbacane) - barbeta (tal. barbetta, franc. barbette) - bartizan (engl. bartizan) - bastilja (franc. bastille) - bastion - berma - blok (franc. bloc) - bodljikava žica, bodljikava traka i žičana zapreka - bunker - châtelet - češki jež - demiluna (franc. demi-lune; vidi revelin) - dijamantna fosa (franc. fossé diamant) - branič-kula ili donžon-kula (franc. donjon) - eskargeta (franc. escargaite ili échauguette) - eskarpa (franc. escarpe) - fasa (franc. face) - flanka (franc. flanc) - for (franc. fort) - gabion - gerit (engl. guerite) - geta (franc. guette) - glasija (franc. glacis) - gorga ili grkljan (franc. gorges) - jarak ili fosa (franc. fossé) - hersa (franc. herse) - hurda (franc. hourd) - hušeta (franc. huchette) - kaponir (franc. caponnière) - kastelacija (lat. castellatio) - kavalir (franc. cavalier) - kazamat (tal. casamatta) - kineta (franc. cunette, njem. Künette) - kontraeskarpa (franc. contre-escarpe) - kontrafor (franc. contrefort) - kontragard (franc. contregarde) - krenelacija (lat. crenellatio) - kreno (franc. créneau) - krunište - kružni prolaz - kupura (franc. coupure) - kurtina (franc. courtine) - lisa (franc. lice) - mašikuli (franc. mâchicoulis) - merlon - obrambeni borbeni položaj - obrambeni jarak (obrambeni rov) - parapet - pješčana vreća - pokretni most (franc. pont-levis) - portcullis (engl. portcullis rešetka) - poterna (franc. poterne) - rampa (franc. rampe) - reduit (franc. réduit) - reduta (franc. redoute) - revelin ili ravelin (tal. rivelino, franc. ravelin) - strijelnica ili aršera (franc. archère) - šikana (franc. chicane) - šilj (eng. salient) | - talus - tenaja (franc. tenaille) - traversa (franc. traverse) - tura (franc. tour) - turan - turela (franc. tourelle, engl. turret) - vizirni otvor - vrabac (franc. moineau) - zaklonjeni prolaz Vrste fortova - bastionska utvrda - blokhaus (njem. blockhaus) - bunker - compound - branič-kula ili donžon-kula (franc. donjon) - dvorac - gradina - gradske zidine - kastrum (lat. castrum) - kaštel - kineske gradske zidine - kopnena baterija - kula martello - Pā maorska fortifikacija iz 19. stoljeća - palisada - poligonalna utvrda - protuzračna kula - reduta - srednjovjekovne fortifikacije - zamak - zvjezdasta utvrda Povijesne utvrde - Atlantski bedem - Dubrovačke gradske zidine - Dvorac Beaumaris - Fort Chittorgarh - Fort Drum (otok El Fraile) - Fort Knox, Maine - Fort Lahore - Fort Raigad - Fort Rohtas - Kineski zid - Krak des Chevaliers - Kremlj - Linije Torres Vedrasa - Maginotova linija - Mannerheimova linija - Massada - norveške utvrde - Réduit - Reduta Eastbourne - Veliki gorganski zid Utvrde i opsadno ratovanje - vojna povijest - vojno inženjerstvo - srednjovjekovno ratovanje - opsadni stroj - opsada Slavni stručnjaci - Dijad iz Pele - Giuliano da Sangallo (1445. – 1516.) - François Mandon de Saint Rémy - Francesco De Marchi (1504. – 1576.) - Simon Stevin (1549. – 1620.) - Antoine Deville (1596. – 1657.) - Henri Alexis Brialmont (1821. – 1903.) - Menno van Coehoorn (1641. – 1704.) - Jean Errard, dit Errard de Bar-le-Duc (1554. – 1610.) - Blaise de Pagan (1604. – 1665.) - Sébastien Le Prestre de Vauban (1633. – 1707.) - Maximilian von Welsch (1671. – 1745.) - Marc-René de Montalembert (1714. – 1800.) - Jean Lemichaud d'Arçon (1733. – 1800.) - François Nicolas Benoît Haxo (1774. – 1838.) - Raymond-Adolphe Séré de Rivières (1815. – 1895.) - Gaspard-Joseph Chaussegros de Léry (1682. – 1756.) |

## Vanjske poveznice
- Fort 4a u Poznanu - Poljska
- 1911 Encyclopedia Britannica on Fortifications and siegecraft
- Informacije o australskim fortifikacijama u Drugom svjetskom ratu[neaktivna poveznica]
- Vojna povijest Malte (fortifikacije)
- Kölnska tvrđava
- Bunker Pictures: Pictures, locations, information about bunkers from WW2 and The Atlantikwall
- Royal Engineers Museum  Arhivirana inačica izvorne stranice od 29. kolovoza 2006. (Wayback Machine) obalna obrana
- Zračna fotografija: tvrđava - Komoran - Mađarska
- Petrovaradin - najveća tvrđava u Europi iz 18. stoljeća
- Redoubt Fortress Museum  Arhivirana inačica izvorne stranice od 18. lipnja 2011. (Wayback Machine)
- Eastbourne Redoubt  Arhivirana inačica izvorne stranice od 28. ožujka 2007. (Wayback Machine)
- Fotografije austrijskih, francuskih i engleskim dvoraca
- Slike i povijest tvrđave Petra i Pavla (St Peterburg)  Arhivirana inačica izvorne stranice od 18. siječnja 2008. (Wayback Machine)
- Maginotova linija u ratu  Arhivirana inačica izvorne stranice od 6. kolovoza 2014. (Wayback Machine)
- Fortifikacije iz Drugog svjetskog rata u Grčkoj